# SSX (videójáték, 2012)
Az SSX egy hódeszkás videó játék, amit az Electronic Arts gyártócsapat készített. A teljes neve Snowboard Supercross Extreme. 2010-ben jött létre a játék trailer-e (bemutatója) SSX: Deadly Descents (Halálos Ereszkedések) néven. A legújabb SSX tartalmazza az előző részek térképeit.

## Játékmenet
A játékban az SSX csapat egy tagjával lehet lecsúszni igazi hegycsúcsokról pl. Himalája Antarktika. A játék magába foglal helikopterből való kiugrásokat, meneküléseket lavina elől és repüléseket repülőruhával. Az irányítás sokkal könnyebb, mint az előző részekben. A játékban sokkal több szabad tér lesz, és a pályák oldalain láthatatlan falak védik a játékost a kieséstől. AZ EA Canada a NASA képeiből állította ősze a 28 hegyet és 9 régiót. A régiók: Rockias, Alaszka, Patagónia, Antarktika, Alpok, Afrika, Himalája, Szibéria és Új-Zéland. A játékban megjelenik a ’’combo’’ rendszer. A játékhoz tartozik egy online kód, amivel elérhetővé válnak a Multiplayer és a Global Events.
A játékot Zoe Payne-nel kezdjük, akivel megtanuljunk az irányítást. Zoe-val csináljuk meg az első pályákat a 9 hegységnél. Így kapjuk meg a karaktereket.

## Karakterek
Az eredeti SSX karakterek is benne lesznek, mint Elise Riggs, Mackenzie "Mac" Frasser, Kaori Nishidake, Moby Jones, Psymon Stark, Zoe Payne, Griff Simmons és Eddie Wachhowski (Ha a Game Spottol rendelted meg). Ugyanúgy jönnek az újak Tane Mumea, Alex Moreau és Ty Thorsen. Minden karakternek van különleges felszerelése, Mac-nek fejlámpa, Kaorinak oxigén palackja van. Ugyanúgy mi választjuk ki a karakter ruháját, deszkáját, vagy a felszerelését. Minden karakternek egyedi trükkjei vannak, így máshogy pontozzák őket.

## Zeneszámok
A játékban mindig fut valamilyen zene. A gép választja ki hogy mi. A játékban ha átlépsz a ’’Tricky’’ módba akkor mindig az SSX Tricky to Make the fans happy című dalt fogja játszani.
A többi dal címe:
- Amon Tobin – Clear Skys
- The Big Pink – Stay Gold
- Camo & Krooked – Breezeblock
- Camo & Krooked – Final Destination
- Camo & Krooked – Heat
- Camo & Krooked – Portal
- Camo & Krooked – The Grid
- Dels feat. Joe Goddard and Roots Manuva – Capsize
- Digitalism – Blitz
- DJ Shadow – I Gotta Rokk (Irn Mnky Swagger Mix)
- Felguk feat. Example – Plastic Smile
- Flux Pavilion – I Can't Stop
- Foster the People – Houdini
- Handsome Furs – Damage
- The Herbaliser – What You Asked For
- The Hives – 1000 Answers
- Hyper – Accelerate
- J Boogie's Dubtronic Science feat. Alma the Dreamer, Cait La Dee and Raashan Ahmed – Magik (Egyptian Lover Remix)
- John Morgan – Darkpath*
- John Morgan – Gin and Sin*
- John Morgan – Topbomb*
- Kid Digital feat. Profit – Done With That
- Konrad Old Money – Big Error
- Las Ketchup – Kusha Las Payas
- Lateef the Truthspeaker (Del the Funky Homosapien and The Grouch részvételével) – Oakland
- The Naked and Famous – Young Blood
- Nero – Scorpions
- Noisia – Could This Be
- Noisia – Machine Gun
- Pretty Lights – Hot Like Dimes
- The Prototypes – Your Future
- The Qemists – Deadly Rocks
- The Qemists – Lifeline
- The Qemists – People's Air
- The Qemists – People's Gravity
- The Qemists – Stompbox (Spor Remix)
- The Qemists feat. Kellermensch – Bones
- Raffertie – Altitude
- Raffertie – Siberia
- Raffertie – Snowfall
- Raffertie – Twitch (It Grows and Grows)
- Run–D.M.C. – It's Tricky (Pretty Lights Remix)
- Skrillex feat. Foreign Beggars & Bare Noize – Scatta
- Styrofoam Ones – Better
- Theophilus London – I Stand Alone (Ocelot Remix)
- TRS–80 – Mirage
- Turbowolf – A Rose for The Crows
- Two Door Cinema Club – Something Good Can Work (The Twelves Remix)
- Wretch 32 – Traktor
- Zion I And The Grouch – Drop It On The 1